# Amber Rose
Amber Rose (tên khai sinh: Amber Levonchuck; sinh ngày 21 tháng 10 năm 1983) là một diễn viên, người mẫu người Mỹ.

## Danh sách phim và chương trình
| Năm     | Tên                               | Vai                   | Ghi chú               |
| ------- | --------------------------------- | --------------------- | --------------------- |
| 2007    | A Haunting                        | Jessie                | 1 tập                 |
| 2008    | Better Off Alone                  | Jennifer              | Phim ngắn             |
| 2010    | The Hills                         | (Chính mình)          |                       |
| 2011    | RuPaul's Drag Race                | (Chính mình)          | Giám khảo khách mời   |
| 2011–12 | Master of the Mix                 | (Chính mình)          | Giám khảo             |
| 2012    | Gang of Roses II: Next Generation | Tara X                | Phim điện ảnh         |
| 2014    | School Dance                      | MaryWanna             | Phim điện ảnh         |
| 2014    | Selfie                            | Fit Brit              | Loạt phim truyền hình |
| 2015    | Sister Code                       | Lexi                  | Phim điện ảnh         |
| 2015    | Black-ish                         | Dominique             | 1 tập                 |
| 2016    | Hollywood Medium with Tyler Henry | (Chính mình)          | Loạt phim truyền hình |
| 2016    | What Happened Last Night          | Melanie               | Phim điện ảnh         |
| 2016    | The Eric Andre Show               | (Chính mình)          | Loạt phim truyền hình |
| 2016    | The Amber Rose Show               | (Chính mình)          |                       |
| 2016    | Dancing with the Stars            | (Thí sinh)            | Mùa thứ 23            |
| 2017    | America's Next Top Model          | (Giám khảo khách mời) | Mùa thứ 23            |